# Triplectides egleri
Triplectides egleri är en nattsländeart som beskrevs av Klaus S.O. Sattler 1963. Triplectides egleri ingår i släktet Triplectides och familjen långhornssländor. Inga underarter finns listade i Catalogue of Life.